# Ethel Zoe Bailey
Ethel Zoe Bailey (Ithaca, Nueva York; 17 de noviembre de 1889-7 de julio de 1983) fue una taxónoma, botánica, zoóloga, y docente estadounidense, la primera conservadora del Hortorium Bailey de la Universidad de Cornell entre 1935 a 1957. Creó la Colección Hortícola Catálogo Ethel Z. Bailey. Fue la primera mujer de Ithaca (Nueva York) en ganar una licencia de conductor.

## Biografía

### Temprana edad y educación
Era hija menor del botánico Liberty Hyde Bailey. Se graduó del Smith College en 1911 con una licenciatura en zoología, y después trabajó en la Universidad de Cornell junto a su padre, editando varias de sus publicaciones, incluyendo Standard Cyclopedia of Horticulture y Manual of Cultivated Plants.

### Carrera en botánica
Bailey viajó por Venezuela y por Trinidad y Tobago en excursiones botánicas con su padre. Fue coautora de dos libros de referencia con su padre, incluyendo Hortus y Hortus Second (778 p.) este último publicado en 1969. Tras el deceso de su padre, Bailey revisó y supervisó la publicación de una tercera y actualizado volumen, Hortus Third (1.290 p.) con el personal del Liberty Hyde Bailey Hortorium en 1975.
Bailey trabajó en el Liberty Hyde Bailey Hortorium de la Universidad de Cornell como primera curadora de la institución desde 1935 hasta 1957. En 1957, se retiró de Cornell, y continuó como voluntaria en el Hortorium hasta su deceso en 1983. Con el fin de transportarse a sí misma hacia y desde el Hortorium, Bailey obtuvo su licencia de conducir, siendo la primera mujer en Ithaca, Nueva York en hacerlo.
Mientras en Cornell, Bailey contribuyó con Standard Cyclopedia of Horticulture and the Manual of Cultivated Plants editando el primero de ocho volúmenes de la revista académica, Gentes Herbarum. También compiló e indexó muestras botánicas de diferentes países. Ese catálogo de especímenes, hoy llamado Ethel Z. Bailey Horticultural Catalogue Collection, se despliega en Cornell.

## Otras publicaciones
- 2003. Dictionary of Gardening and General Horticulture. Con Liberty Hyde Bailey. Ed. Biotech Books, ISBN 8176220914, ISBN 9788176220910